# 3000安打俱樂部
3000安打俱樂部，一項非正式的棒球紀錄，主要是指打出3,000支安打以上的球員。在美國職棒大聯盟目前有33名球員達成此紀錄。1990年代有8名球員達成3,000安，是自1970年代以後最多的紀錄。美國職棒歷史上，只有彼得·羅斯和泰·柯布擊出超過4,000支安打，鈴木一朗的職棒安打數雖然也超過4,000安，但包含在日本職棒的1,278支安打。

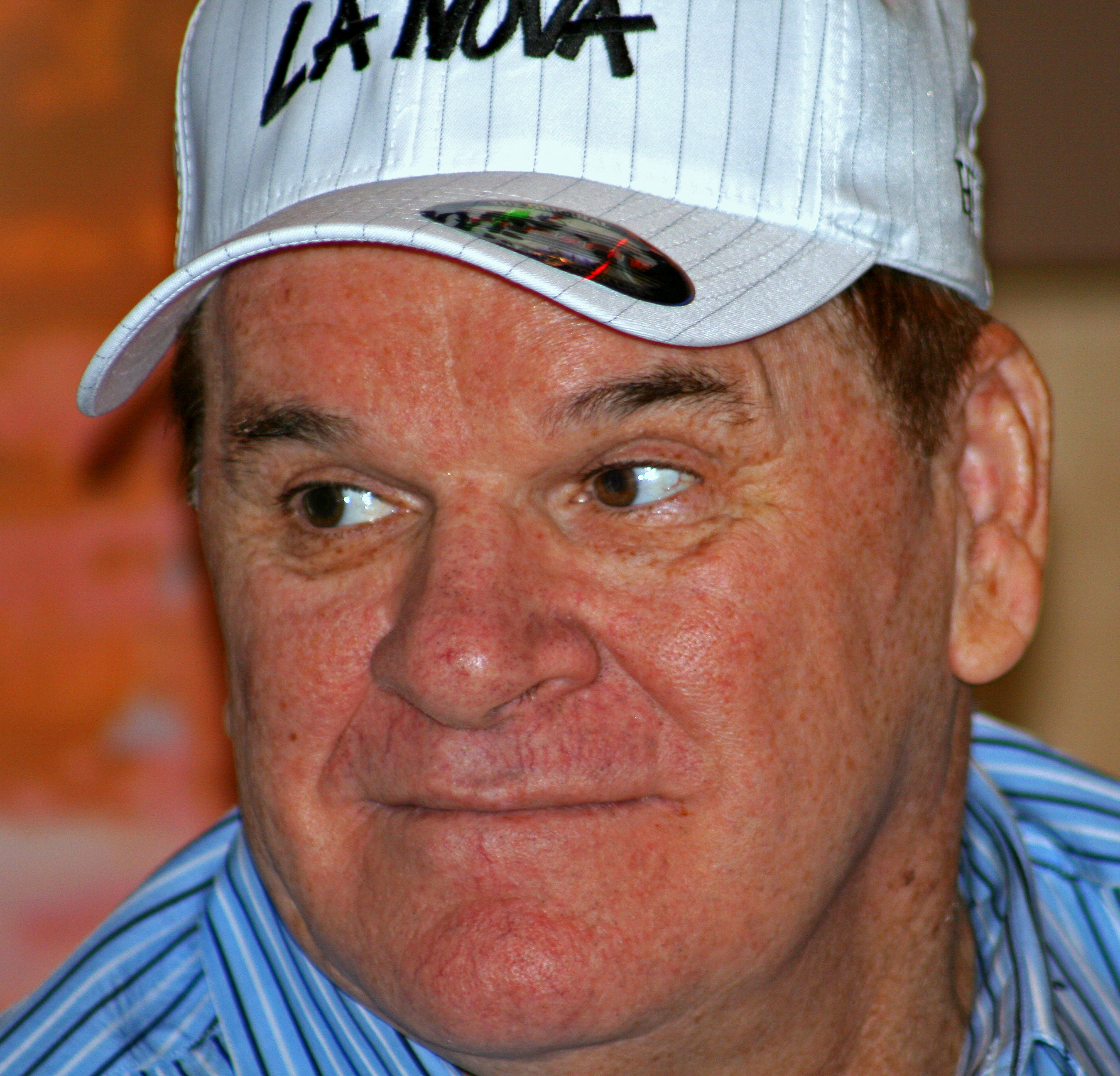
彼得·羅斯 是MLB全历史最高安打纪录持有者，他的安打总数达到4,256次.

Cap Anson是第一个达到此项记录的人，尽管他的职业生涯安打总数并不清楚。他在45岁时达成此项记录，是最年长的达成此纪录的球员。两位球员——Nap Lajoie和Honus Wagner——在1914赛季达到了3,000安打。Ty Cobb在1921年做到了这一点，并在1927年成为MLB历史上首位达到4,000安打的球员，他的职业生涯最终以4,189安打结束。Pete Rose，目前的安打领导者，于1984年4月13日成为第二位达到4,000安打的球员，并在1985年9月超过了Cobb，他的职业生涯最终以4,256安打结束。
这33名成员中，18人是右手击球手，13人是左手击球手，两人是双面击球手。克里夫蘭守護者和底特律老虎队是唯一有三位球员在其队中达到3,000安打的球队：对于卫士队来说，Lajoie是在球队名为Naps时，Tris Speaker和最近的Eddie Murray是在球队被称为印第安人时，对于老虎队来说，Cobb，Al Kaline和最近的Miguel Cabrera。这些球员中有10人只为一支大联盟球队效力。七位球员—Hank Aaron，Willie Mays，Eddie Murray，Rafael Palmeiro，Albert Pujols，Alex Rodriguez和Miguel Cabrera—也是500全垒打俱乐部的成员。Cobb以.366拥有最高的职业生涯击球率，而Cal Ripken Jr.的击球率最低，为.276。德瑞克·基特，Wade Boggs和Alex Rodriguez是唯一在他们的第3,000安打时打出全垒打的球员，而Paul Molitor和Ichiro Suzuki是唯一在他们的第3,000安打时打出三垒安打的球员；所有其他人的第3,000安打为一垒安打或二垒安打。Stan Musial是第一个在他的第3,000安打中打出额外垒打的球员，也是唯一一位作为代打手这样做的球员。Craig Biggio是唯一在他的第3,000安打时被出局的球员，当时他试图将安打延伸为二垒打。 Biggio和Jeter是唯一在他们的第3,000安打比赛中拿到五次安打的球员；Jeter在他所有的上打席中都安全到达垒。 最近达到3,000安打的球员是Cabrera，他在2022年4月23日效力于底特律老虎队时达到了这个成就；2023年退休時共累計3,174支安打。
所有符合资格且职业生涯安打数3,000或以上的球员都已经入选名人堂，除了Palmeiro和Rodriguez，他们的职业生涯受到了类固醇使用的质疑，而且自1962年以来，除了Biggio之外，所有人都在第一轮投票中被选中。Rose因在1989年被永久禁止参加棒球活动，所以不符合名人堂的资格。 在名人堂投票的四年之后，Palmeiro在2014年的投票中没有获得5%的选票，之后他的名字从美国棒球作家协会的投票名单中被移除，尽管有可能老将委员会会选择他。 Rodriguez在2022年他第一次符合资格的年份里获得了34.3%的选票。 有21个不同的队伍有过球员达到3,000安打。

## 成員
| 球員              | 安打  | 球隊                                                     | 球季                           | 備註          |
| ----------------- | ----- | -------------------------------------------------------- | ------------------------------ | ------------- |
| 彼得·羅斯         | 4,256 | 紅人、費城人、博覽會                                     | 1963年－1986年                 | [ 26 ]        |
| 泰·柯布           | 4,191 | 老虎、運動家                                             | 1905年－1928年                 | [ 27 ]        |
| 漢克·阿倫         | 3,771 | 勇士、釀酒人                                             | 1954年－1976年                 | [ 28 ]        |
| 史坦·穆西爾       | 3,630 | 紅雀                                                     | 1941年－1944年、1946年－1963年 | [ 29 ]        |
| 特里斯·史畢克     | 3,515 | 紅襪、雙城、運動家                                       | 1907年－1928年                 | [ 30 ]        |
| 德瑞克·基特       | 3,465 | 洋基                                                     | 1995年－2014年                 | [ 31 ]        |
| 何那斯·華格納     | 3,430 | 上校、海盜                                               | 1897年－1917年                 | [ 32 ]        |
| 卡爾·雅澤姆斯基   | 3,419 | 紅襪                                                     | 1961年－1983年                 | [ 33 ]        |
| 亞伯特·普荷斯     | 3,384 | 紅雀、天使、道奇                                         | 2001年－2022年                 | [ 34 ]        |
| 保羅·莫里特       | 3,319 | 釀酒人、藍鳥、雙城                                       | 1978年－1998年                 | [ 35 ]        |
| 艾迪·柯林斯       | 3,314 | 運動家、白襪                                             | 1906年－1930年                 | [ 36 ]        |
| 威利·梅斯         | 3,283 | 巨人、大都會                                             | 1951年－1973年                 | [ 37 ]        |
| 艾迪·莫瑞         | 3,255 | 金鶯、道奇、大都會、天使                                 | 1977年－1997年                 | [ 38 ]        |
| 納普·拉傑威       | 3,252 | 運動家、                                                 | 1896年－1916年                 | [ 39 ] [ 40 ] |
| 卡爾·瑞普肯       | 3,184 | 金鶯                                                     | 1981年－2001年                 | [ 41 ]        |
| 米格爾·卡布瑞拉   | 3,174 | 馬林魚、老虎                                             | 2003年－2023年                 | [ 42 ]        |
| 艾德里安·貝爾垂   | 3,166 | 道奇、水手、紅襪、遊騎兵                                 | 1998年－2018年                 | [ 43 ]        |
| 喬治·布列特       | 3,154 | 皇家                                                     | 1973年－1993年                 | [ 44 ]        |
| 保羅·華納         | 3,152 | 匹茲堡、勇士、道奇、洋基                                 | 1926年－1945年                 | [ 45 ]        |
| 羅賓·楊特         | 3,142 | 釀酒人                                                   | 1974年－1993年                 | [ 46 ]        |
| 湯尼·關恩         | 3,141 | 教士                                                     | 1982年－2001年                 | [ 47 ]        |
| 艾力士·羅德里奎茲 | 3,115 | 水手、遊騎兵、洋基                                       | 1994年－2016年                 | [ 48 ]        |
| 戴夫·溫菲爾德     | 3,110 | 教士、洋基、 天使、藍鳥、雙城、印地安人                          | 1973年－1995年                 | [ 49 ]        |
| 鈴木一朗          | 3,089 | 水手、洋基、馬林魚                                       | 2001年－2019年                 | [ 50 ]        |
| 克雷格·比吉歐     | 3,060 | 太空人                                                   | 1988年－2007年                 | [ 51 ]        |
| 瑞奇·韓德森       | 3,055 | 運動家、洋基、藍鳥、教士、天使、大都會、水手、紅襪、道奇 | 1979年－2003年                 | [ 52 ]        |
| 羅德·卡魯         | 3,053 | 雙城、天使                                               | 1967年－1985年                 | [ 53 ]        |
| 盧·布羅克         | 3,023 | 小熊、紅雀                                               | 1961年－1979年                 | [ 54 ]        |
| 拉斐爾·帕梅洛     | 3,020 | 小熊、遊騎兵、金鶯                                       | 1986年－2005年                 | [ 55 ]        |
| 卡普·安森         | 3,011 | 洛克福森林市、費城運動家、白長襪                         | 1871年－1897年                 | [ 56 ]        |
| 韋德·博格斯       | 3,010 | 紅襪、洋基、魔鬼魚                                       | 1982年－1999年                 | [ 57 ]        |
| 艾爾·卡萊恩       | 3,007 | 老虎                                                     | 1953年－1974年                 | [ 58 ]        |
| 羅伯托·克萊門特   | 3,000 | 海盜                                                     | 1955年－1972年                 | [ 59 ]        |

## 參看
- 3000三振俱樂部